# اشتفان افنبرگ
اشتفان افنبرگ (به آلمانی: Stefan Effenberg) (زادهٔ ۲ اوت ۱۹۶۸ در هامبورگ، آلمان) بازیکن اسبق فوتبال آلمانی است.

## دوران باشگاهی
اشتفان در دوم اوت ۱۹۶۸ در شمال غربی آلمان و در شهرستان نایندروف هامبورگ به دنیا آمد. او در نوجوانی فوتبال را از تیم ویکتوریا هامبورگ آغاز کرد و بعد از درخشش در خط میانی این تیم در سال ۱۹۸۷ به باشگاه بروسیا مونشن‌گلادباخ پیوست. افنبرگ خیلی زود شروع به درخشش در گلادباخ کرد و بعد از ۳ سال مورد توجه بایرن مونیخ قرار گرفت.
افنبرگ بعد از بایرن به فیورنتینا رفت. سپس به گلادباخ برگشت و دوباره به بایرن پیوست و بهترین بازی‌های دوران بازیگری خود را برای بایرن انجام داد. سپس به وولفسبورگ رفت و در تیم العربی قطر از دنیای فوتبال خداحافظی کرد.

## دوران ملی
وی در سال ۱۹۸۸ مورد توجه تیم ملی امید آلمان قرار گرفت و ۵ بازی برای تیم زیر ۲۱ ساله‌های آلمان انجام داد و ۱ گل هم زد؛ و همچنان روند ترقی را ادامه داد تا مورد توجه برتی فوگتس سرمربی وقت تیم ملی بزرگسالان آلمان قرار گرفت. وی در تیم ملی هم در کنار بزرگان آلمان قرار گرفت و بعد از گلزنی به اسکاتلند در جام ملت‌های اروپا ۱۹۹۲ به همراه آلمان به مقام نایب قهرمانی رسید. اما نکتهٔ تاریک زندگی ورزشی افنبرگ، جام جهانی ۱۹۹۴ بود، وقتی که آلمان‌ها با ارائهٔ یک بازی ضعیف توانستند کرهٔ جنوبی را ۳ بر ۲ از پیش رو بردارند. اما بعد از پایان بازی طرفداران با سوت زدن و الفاظ گوناگون، تیم را متهم به ارائهٔ بازی ضعیف کردند. در همین هنگام افنبرگ با تماشاگران درگیری لفظی پیدا کرد و با انداختن آب دهان به سمت آنان و اشارهٔ انگشت، عصبانیت خود را نشان داد. بعد از این عمل برتی فوگتس تصمیم به اخراج افنبرگ از اردو گرفت و از آن پس افنبرگ دیگر به تیم ملی برنگشت. حتی در سال ۲۰۰۰ و ۲۰۰۲ علی‌رغم دعوت همه‌جانبهٔ آلمان‌ها افنبرگ به تیم ملی پشت کرد.

## افتخارها

### باشگاهی
- بایرن مونیخ
  - لیگ قهرمانان اروپا: قهرمان ۲۰۰۱–۲۰۰۰؛ نائب قهرمان ۱۹۹۹–۱۹۹۸
  - جام قهرمانان باشگاه‌های جهان: قهرمان ۲۰۰۱
  - بوندس‌لیگا: قهرمان ۱۹۹۹–۱۹۹۸، ۲۰۰۰–۱۹۹۹، ۲۰۰۱–۲۰۰۰؛ نایب قهرمان ۱۹۹۱–۱۹۹۰
  - جام حذفی فوتبال آلمان: قهرمان ۲۰۰۰–۱۹۹۹
  - سوپر جام فوتبال آلمان: قهرمان ۱۹۹۰
  - لیگا پوکال: قهرمان ۱۹۹۸،۱۹۹۹،۲۰۰۰
- بروسیا مونشن‌گلادباخ
  - جام حذفی فوتبال آلمان: ۹۵–۱۹۹۴

### ملی
- تیم ملی آلمان
  - جام ملت‌های اروپا: نایب قهرمان ۱۹۹۲